# Róbson
Pour les articles homonymes, voir Robson et Nascimento.
José Róbson do Nascimento est un joueur de football plus connu comme Róbson. Né à Barra de São Miguel, le 10 mai 1969, il a joué comme attaquant, principalement au Brésil, et une fois au Japon. Il est considéré comme idole dans les équipes du nord, comme Bahia et le Paysandu.

## Carrière

### Son surnom
Robsón a eu très vite un surnom qui ne l'a plus jamais quitté : Robgol. C'est la contraction de son nom de joueur, avec Gol qui signifie but en portugais. Ce surnom lui a été donné en 1993, lorsqu'il jouait au Nautico, lors du match qui opposait son équipe contre Santa Cruz. Il permit alors à son équipe de s'imposer en marquant les deux buts de la victoire, face à un unique but de l'adversaire. Le surnom de Robgol lui a été attribué pour plaisanter, en clin d'œil à Batigol, joueur argentin, de son vrai nom Batistuta, qui faisait succès à l'époque. 

### Bahia
Dans l'équipe de Bahia, il est devenu l'idole des supporters, et celui qui permit à son équipe de conquérir le titre de la Copa do Nordeste de 2001 et 2002. Il était le meilleur buteur de son équipe, ce qui justifie largement sa réputation. 

### Paysandu
Il arriva pour la première fois au  Paysandu en 2003. Il fit un remarquable parcours en Copa Libertadores, marquant 7 buts. Il termina d'ailleurs comme 3e meilleur buteur de la compétition de 2003, malgré le départ de son équipe en huitième de finale. Il s'en alla ensuite pour le Japon, dans l'équipe de Oita Trinita. Il revint pour le plus grand plaisir de ses supporters en 2005, jusqu'en 2007. Il marqua un nombre très important de buts, et devint une véritable idole. Les supporters criaient « O matador Robgol voltou! » dans les tribunes (« le tueur Robgol est revenu »). 
Après sa carrière de footballeur, le joueur devint député de l'État du Pará, et œuvra énormément pour le Paysandu. Par exemple en fournissant au stade de la Curuzu une partie complète de bancs pour les supporters, et d'autres améliorations. 
En décembre 2010, le Paysandu voulut le faire revenir, cette fois ci comme directeur adjoint. Les supporters étaient heureux de retrouver leur idole, certes plus sur le terrain, mais au moins près d'eux. Son retour devait aussi marquer le retour de son vieil ami Gilvanildo Oliveira, entraîneur du Paysandu en 2002, qui permit au club de remporter la Copa dos Campeões entre autres. Mais au dernier moment, lorsque tout le monde croyait au retour de l'entraîneur, véritable bouffée d'air pour les supporters, qui pourraient peut être enfin voir la sortie de la Serie C, le directeur du club Luiz Omar Pinheiro annonça le recrutement de Sergio Cosme comme nouvel entraîneur. 
Robsón décida alors de s'en aller, après moins d'une semaine de service dans son ancien club de football, disant être outré par le fait d'avoir été mis à l'écart des informations sur le recrutement du nouvel entraîneur. Robsón de son côté était à deux doigts de faire revenir Oliveira sous les couleurs Alviazuls. Cela laissa un goût extrêmement amer aux supporters qui se lassent de ce qu'ils jugent être des erreurs, qui entravent le club pour son retour parmi les grands. 
Il est revenu à la Curuzu  lors du match de Campeonato Paraense Paysandu 5–2 Aguia le 16 février 2011, et accorda une interview à la Radio Clube do Pará, faisant part de sa volonté que le Paysandu revienne parmi les grands. Il y eut aussi un long rappel des grands moments de Robgol dans le Paysandu...

## Palmarès
- ABC
  - Campeonato Potiguar : 1999

- Bahia
  - Campeonato Baiano : 2001
  - Copa do Nordeste : 2001 et 2002

- Paysandu
  - Campeonato Paraense 2005 et 2006

## Carrière politique
Le 21 juin 2006, Robsón se retire du football et rejoint le Parti des Travailleurs Brésiliens (PTB) de l'État du Pará. Il est alors élu député fédéral de l'État, avec 33 400 voix.
En 2010, il s'est représenté une nouvelle fois lors des mêmes élections, mais ne les gagna pas.
En avril 2011, Róbson a été accusé par plusieurs entreprises d'avoir participé à une série de falsifications de chèques, de l'assemblée législative du Pará (Alepa). Róbson reçut ainsi une amende de R$500 000 et R$400 000 par la Police Civile et le Ministério Público do Pará (Ministère public du Pará).